# Friedrich Wilhelm Karl von Grabow
Pour les articles homonymes, voir Grabow.
Friedrich Wilhelm Karl von Grabow, également Carl (né le 18 octobre 1783 à Berlin et mort le 21 octobre 1869 dans la même ville) est un général d'infanterie prussien.

## Biographie

### Origine
Il est issu de la famille noble de Brandebourg von Grabow (de) et est le fils de Georg Hartwig von Grabow (1737-1819) et de son épouse Luise Charlotte Wilhelmine, née comtesse von Sparr. Son père est un capitaine prussien, plus récemment dans le bataillon de dépôt du 24e régiment d'infanterie (de) « von Zenge (de) ».

### Carrière militaire
Grabow étudie la maison des cadets de Berlin à partir du 4 avril 1796 et est commissionné comme enseigne dans le régiment de la Garde de l'armée prussienne le 22 mars 1801. Promu sous-lieutenant le 17 décembre 1803, Grabow participe à la bataille d'Iéna pendant la campagne de 1806 et est brièvement fait prisonnier par les Français après la reddition de Prenzlau. Après la paix de Tilsit, il est commissionné dans le régiment à pied de la Garde le 12 novembre 1808, atteignant le grade de capitaine et commandant de compagnie. À ce titre, Grabow participe aux batailles de Lützen et Bautzen. Il est promu major le 2 juin 1813 avec un brevet du 2 août 1813, et finalement combat à Leipzig, Bar-sur-Aube, Brienne et Paris. Pour ses exploits, Grabow reçoit, en plus des deux classes de la croix de fer, l'Ordre de Saint-Vladimir de 4e classe, l'Ordre de Sainte-Anne 2e classe avec diamants et la croix de chevalier de l'Ordre du mérite militaire de Charles-Frédéric.
Après le traité de paix, Grabow est promu lieutenant-colonel le 3 octobre 1815 et nommé commandant du 8e régiment d'infanterie à Francfort-sur-l'Oder le 23 mai 1816. Promu colonel à ce poste le 30 mars 1822, Grabow devient commandant de la 8e brigade d'infanterie à Erfurt le 30 mars 1832, et général de division un an plus tard. Pendant les manœuvres d'automne en Silésie en 1835, il est commandé pour servir auprès du grand duc Michel de Russie et reçoit l'Ordre de Saint-Stanislas de première classe, pour ses services. Le 30 mars 1838, il est nommé commandant de la 2e division d'infanterie à Dantzig et le 7 avril 1842, il est promu lieutenant général. Depuis le 14 mars 1848 Grabow est également gouverneur de Dantzig avec une allocation de 900 thalers.
Pendant les troubles révolutionnaires dans les états allemands, Grabow est commandant de la division mobile formée à partir d'unités du 1er corps d'armée à partir du 29 mai 1849, et est nommé commandant de la 3e division d'infanterie à Stettin. Le 22 septembre 1849. Dans le même temps, Grabow a agi en tant que chef du 2e corps d'armée en l'absence du lieutenant général Wrangel. Le 3 novembre 1849, il est mis à la tête du corps. En mars 1851, Grabow fête son 50e anniversaire de service, et l'année suivante, il est promu général d'infanterie et nommé général commandant du 2e corps d'armée. Le 17 juillet 1852, il reçoit l'Ordre Alexandre Nevski et après les manœuvres d'automne auxquelles le roi Frédéric-Guillaume IV participe, Grabow est nommé chef du 5e régiment de grenadiers. Le 17 janvier 1856, le roi fait Grabow chevalier de l'Ordre de l'Aigle noir. Plus tard, il reçoit la chaîne pour cette décoration. En même temps, il est nommé adjudant général du roi, Grabow est mis à disposition le 5 mai 1857 avec pension.
À l'occasion du 50e anniversaire de la bataille de Lützen, le roi le place à la suite du 1er régiment à pied de la Garde.
Grabow reçoit l'Ordre royal prussien de Saint-Jean de Jérusalem (de) en 1824 et est donc chevalier d'honneur de l'Ordre de Saint-Jean, restauré en 1852.
Il est enterré à Schorbus après sa mort.

### Famille
Grabow se marie le 27 janvier 1812 à Potsdam avec Karoline Sophie von Rochow (de) de la maison de Plessow (1794-1877). Le mariage donne deux filles:
- Emma (née en 1815 et morte le 5 avril 1816 à Potsdam)
- Hedwig Christiane (né le 28 novembre 1818 et morte le 26 décembre 1899 à Berlin) mariée en 1843 avec le comte Hans Friedrich Wilhelm August Alexander Albert von der Groeben (né le 18 juillet 1817 et mort le 15 avril 1884), lieutenant prussien au 1er régiment de hussards du Corps